# Oscar Torp
Oscar Fredrik Torp (8 de junio de 1893-1 de mayo de 1958) fue un político del Partido Laborista Noruego (Det Norske Arbeiderparti). Fue alcalde de Oslo entre el 1934 y el 1935, líder de su partido entre el 1923 y el 1945, y primer ministro de Noruega entre el 1951 y el 1958.
| Predecesor: Einar Gerhardsen | Primer ministro de Noruega 1951 - 1955 | Sucesor: Einar Gerhardsen |

- Datos: Q355258
- Multimedia: Oscar Torp / Q355258